# Чапаєвське (Сакмарський район)
Чапа́євське (рос. Чапаевское) — село у складі Сакмарського району Оренбурзької області, Росія.
Стара назва — Чапаєвський.

## Населення
Населення — 421 особа (2010; 445 у 2002).
Національний склад (станом на 2002 рік):
- росіяни — 73 %